# یادبود کودکانی که در تصادفات رانندگی جان باختند
بنای یادبود کودکان کشته شده در تصادفات رانندگی در اینکرینپویستو در واسا واقع شده است. این بنای یادبود توسط تئا هلنلوند و تائونو مانینن طراحی شده است. این بنا در ۱۱ مه ۱۹۵۵ رونمایی شد.

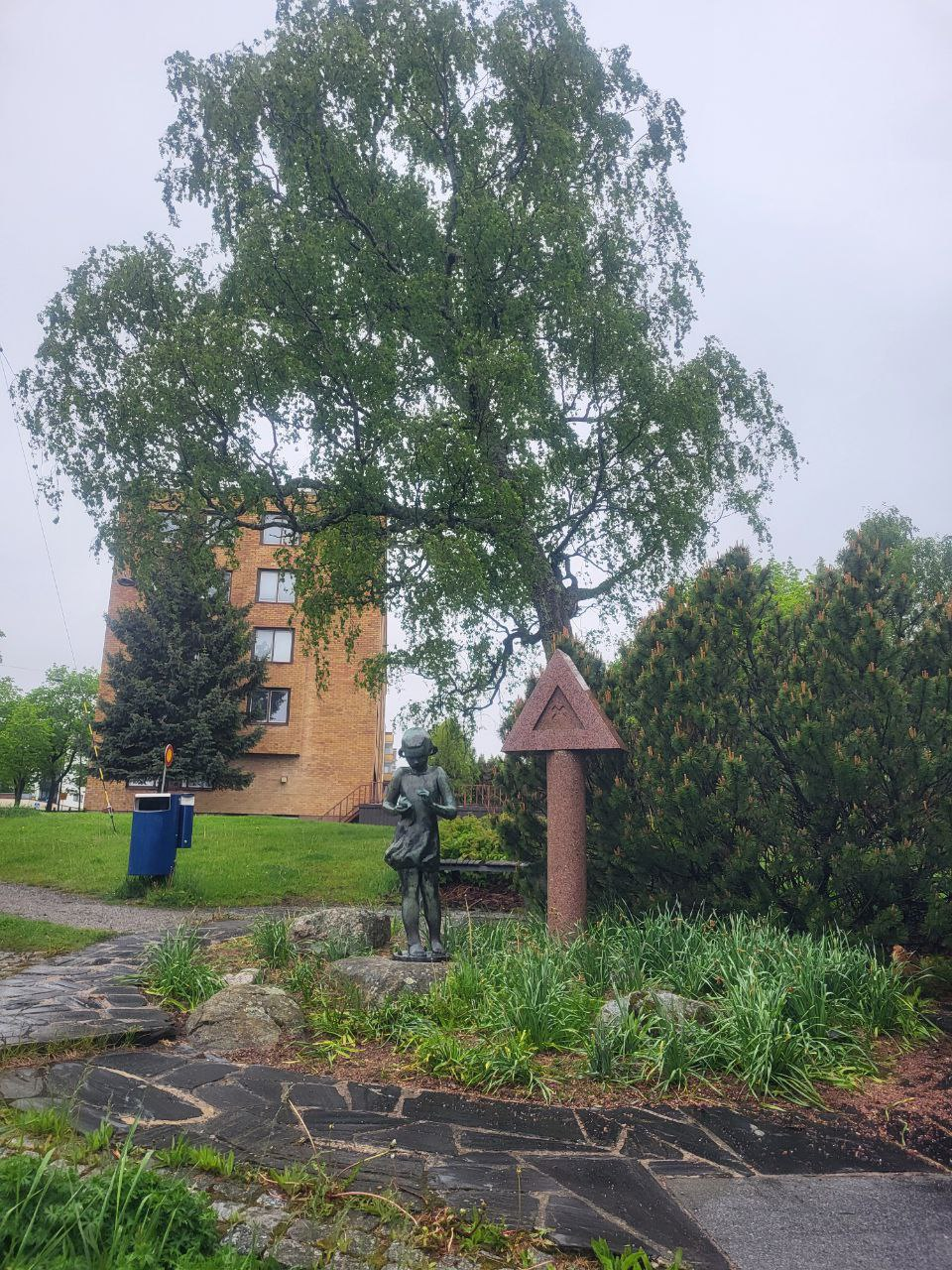
یادبود کودکانی که در تصادفات رانندگی جان باختند

## پیش‌زمینه
گفته می‌شود این مجسمه حادثه‌ای واقعی را نشان می‌دهد. دختری به نام اینکری، در حال بازی سعی کرد پرنده‌ای را نجات دهد و از حیاطی در همان نزدیکی به سمت جاده دوید. پس از اینکه پرنده را در دستانش، در آغوش گرفت، به وسط بزرگراه رسیده بود و راننده‌ای که با سرعت زیاد می‌آمد، شانسی برای اجتناب از تصادف نداشت. ماشین اینکری را زیر گرفت و اینکری بر اثر جراحات درگذشت.

## جزئیات
این مجسمه دختر جوانی را نشان می‌دهد که پرنده‌ای کوچک را در دستانش گرفته، یک بال شکسته، یک پرنده زخمی که در بزرگراهی نزدیک با ماشین تصادف کرده است. این بنای یادبود از دو بخش تشکیل شده است: دختری در اندازه واقعی (۱۳۰ سانتی‌متر) که از برنز ریخته‌گری شده و به آرامی پرنده‌ای را با بال شکسته در دستانش نگه داشته است. در کنار آن، یک تابلوی راهنمایی و رانندگی گرانیتی قرمز به ارتفاع ۱۹۰ سانتی‌متر قرار دارد که یک تقاطع خطرناک را نشان می‌دهد. نام و تاریخ مرگ کودکان زیر ۱۵ سال که بین سال‌های ۱۹۴۵ تا ۱۹۵۳ در تصادفات رانندگی در واسا جان خود را از دست داده‌اند، در دو طرف تابلوی راهنمایی و رانندگی حک شده است. ۱۴ نام وجود دارد.
متن به زبان لاتین و سوئدی است:
Protege crescentem parvis esto via tuta!
(Skydda de växande Säker sin väg de minsta må hava!)
(از آنهایی که در حال رشد هستند، محافظت کنید. باشد که کوچولوها مسیر امنی داشته باشند!)

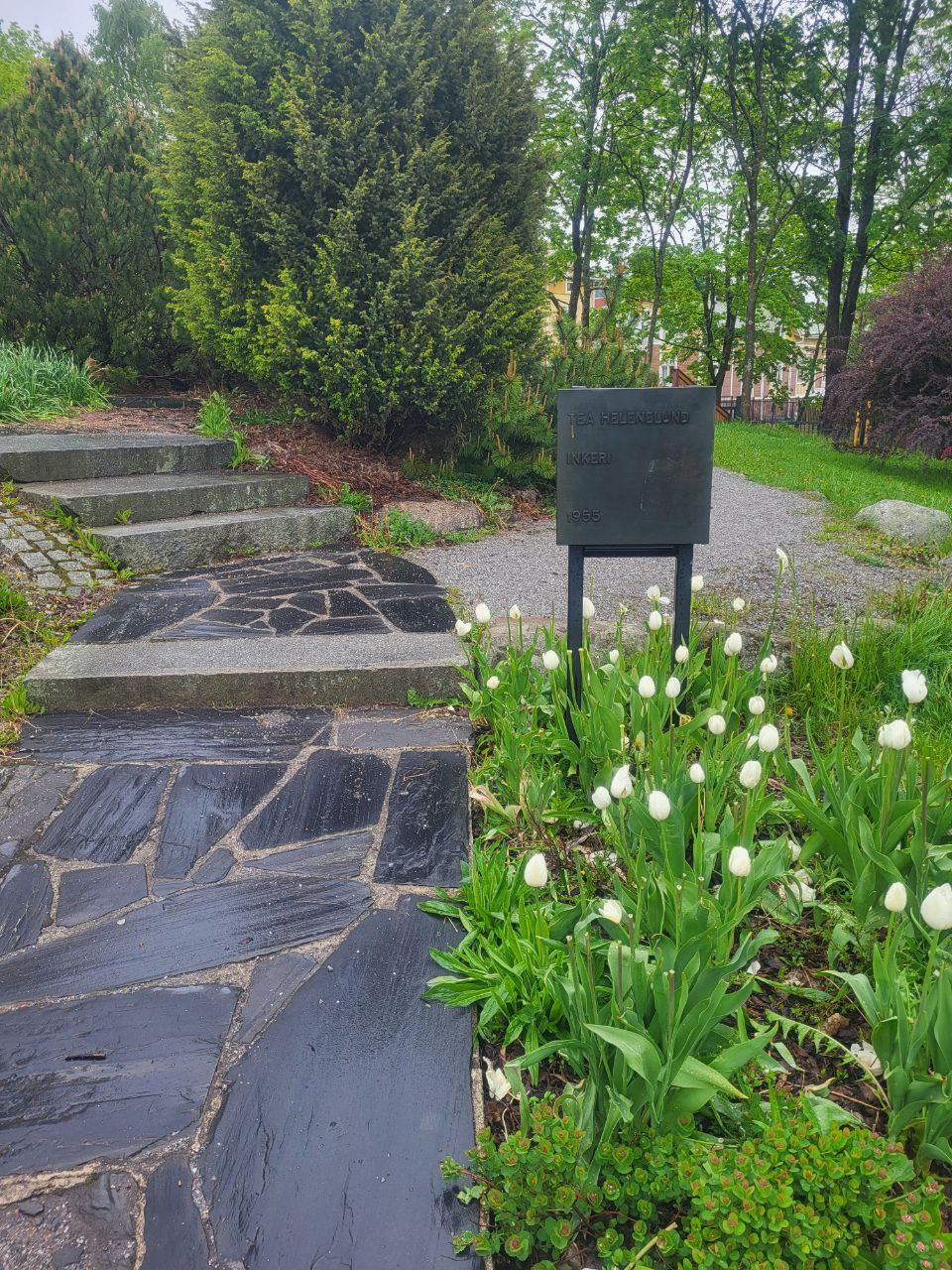
پله‌ها و تابلوی یادبود کودکانی که در تصادفات رانندگی جان باختند

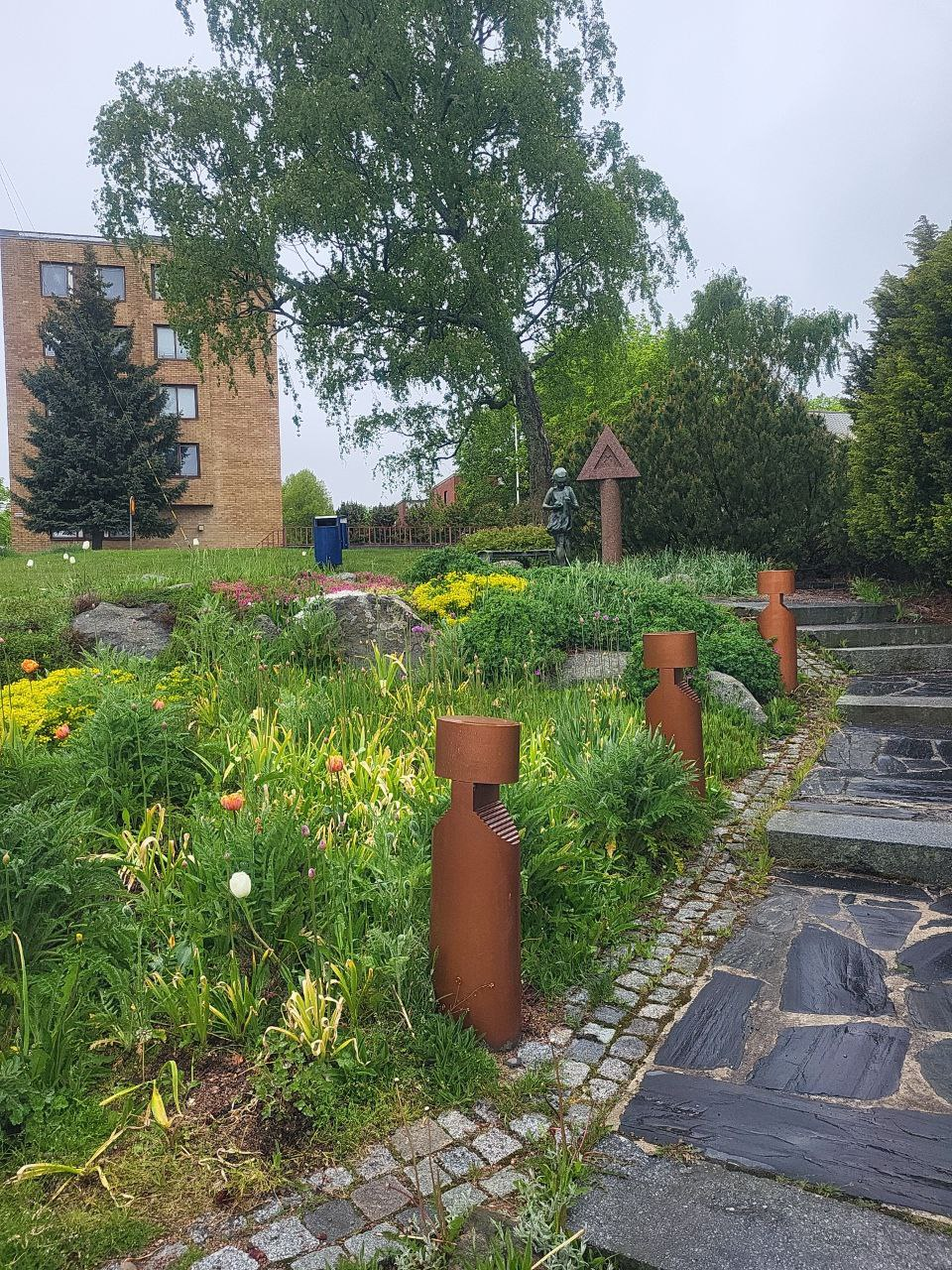
محوطه اطراف یادبود کودکانی که در تصادفات رانندگی جان باختند

## تاریخچه
این مجسمه را مجسمه‌ساز تئا هلنلوند (۱۹۱۷–۲۰۱۰) طراحی و ساخته است. طرح کلی محوطه مجسمه را معلم طراحی، هنرمند و گرافیست تائونو (تانو) مانینن تهیه کرده است. سنگ‌تراشی را Tmi Vaasan Hautakivi انجام داده است.
فارغ‌التحصیلان دبیرستان دخترانه واسا در سال ۱۹۶۱، در روز فارغ‌التحصیلی خود، طوماری را به شهردار ارائه دادند که پارک مورد نظر به پارک اینگرس تغییر نام دهد. شورای شهر این پیشنهاد را در جلسه خود در ۱۴ ژوئن ۱۹۶۱ تصویب کرد. منطقه اطراف مجسمه در طول سال‌ها هر از گاهی بازسازی شده است. آخرین بازسازی عمده در سال ۲۰۰۶ انجام شد. در آن زمان، باغ چند ساله اطراف مجسمه به‌طور کامل بازسازی شد. تجهیزات پارک نوسازی شد و نقاط نوری بین پله‌ها و باغ چند ساله اضافه شد. کار طراحی توسط لیلا رویوینن، مدیر فضای سبز از واحد فضای سبز شهر، انجام شده است.